# Kiyosi Ito
Kiyosi Ito (japonès: 伊藤 清)  (Hokusei-cho-ageki, Inabe, 7 de setembre de 1915 - Kyoto, 10 de novembre de 2008), a vegades escrit Kiyoshi Itô, va ser un matemàtic japonès.

## Vida i Obra
Ito va estudiar matemàtiques a la universitat de Tòquio en la qual es va graduar el 1938. Els cinc anys següents va treballar a la oficina d'estadística del govern japonès, fins que el 1943 va ser nomenat professor de la universitat de Nagoya. A partir de 1952 i fins que es va retirar el 1979, va ser professor de la universitat de Kyoto, excepte una estança a l'Institut d'Estudis Avançats de Princeton (1954-1956) i compaginant-ho amb activitats docents a les universitats de Stanford (1961-1964), d'Aarhus (1966-1969) i Cornell (1969-1975). Després de retirar-se encara va estar uns anys col·laborant amb la universitat Gakushuin fins que es va jubilar definitivament el 1986 després de passar un curs a la universitat de Minnesota.
Ito va publicar vuit llibres, dues monografies i més de seixanta articles científics tots ells sobre teoria de la probabilitat. Ito va fer dos aportacions fonamentals en aquest àmbit: el càlcul estocàstic i la teoria de l'excursió dels processos de Markov. Amb el primer, va crear un nou camp de treball en les matemàtiques que ha tingut un impacte notable en altres branques de la ciència com l'economia o l'enginyeria. Amb la segona va connectar les mesures de probabilitat amb l'espai topològic.
Ito va rebre nombrosos premis i honors, entre els quals el primer premi Gauss de l'any 2006 atorgat per la Unió Matemàtica Internacional pels seus èxits al llarg de la seva vida. Com que no va poder viatjar a Madrid per recollir-lo, ho va fer la seva filla menor, Junko Itô, de mans del rei d'Espanya. Més tard, el president de la Unió Matemàtica Internacional (IMU), Sir John Ball, va lliurar personalment la medalla a Ito en una cerimònia especial celebrada a Kyoto.